# Церковь Пресвятой Девы Марии (Ченнаи)
Церковь Пресвятой Девы Марии  — армянская церковь, находящаяся в городе Ченнаи, Индия. Церковь является одной из старейших церквей Индийского субконтинента. Церковь славится своей колокольней из шести колоколов.
Церковь, которая также называется Армянской церковью Ченнаи, находится на Армянской улице, Ченнаи, Южная Индия.

## История

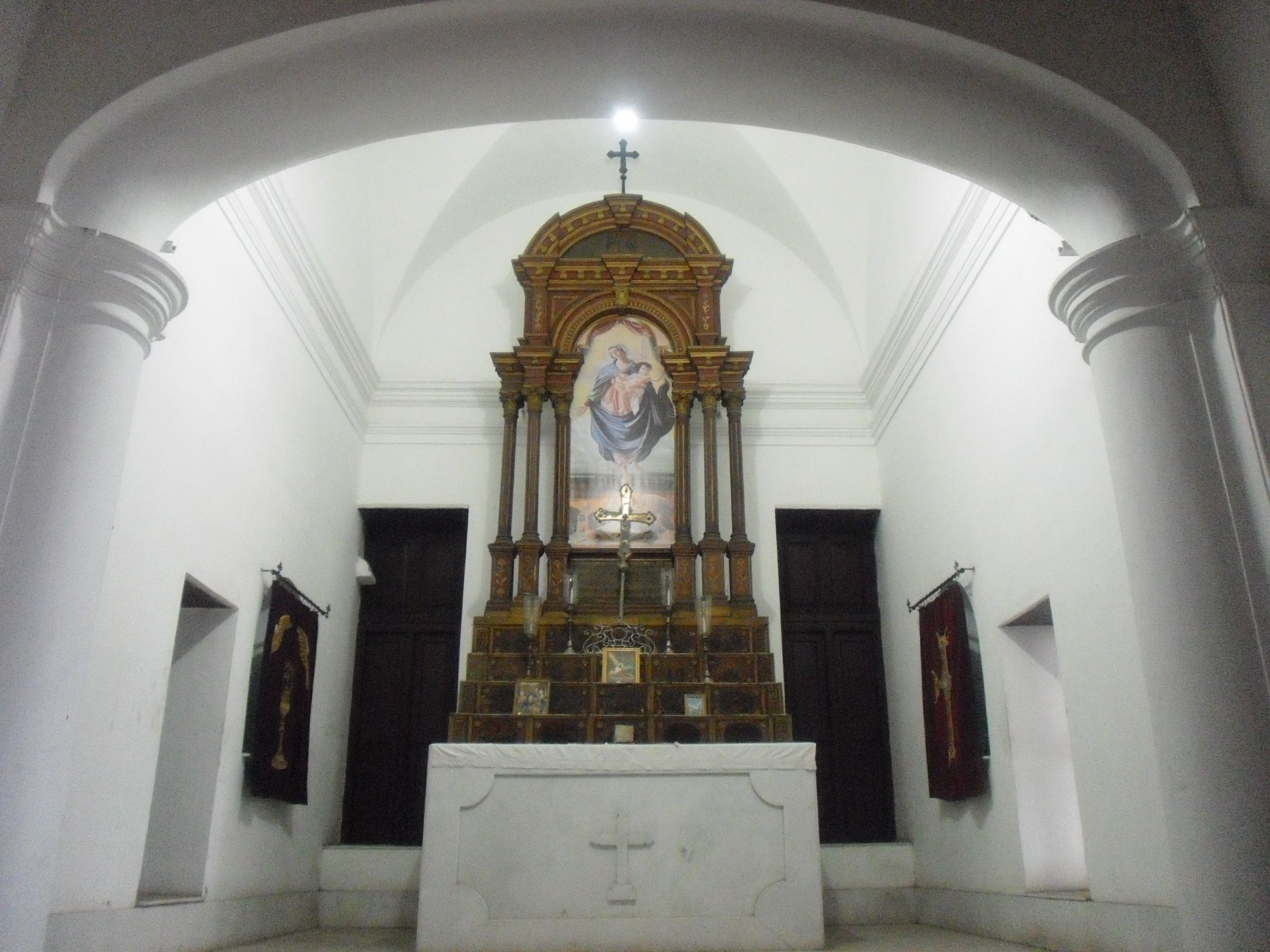
Алтарь армянской церкви Мадраса

Церковь Пресвятой Девы Марии была построена в 1712 году и реконструирована в 1772 году. Церковь не действовала почти полвека, поскольку здание церкви сильно пострадало в результате стихийных бедствий. Благодаря усилиям армянской диаспоры Калькутты храм был полностью восстановлен и вновь освящён в ноябре 2008 года.
Майкл Стивен был смотрителем церкви до 2004 года. Настоящий смотритель церкви — Тревор Александр (2010).

## Церковь

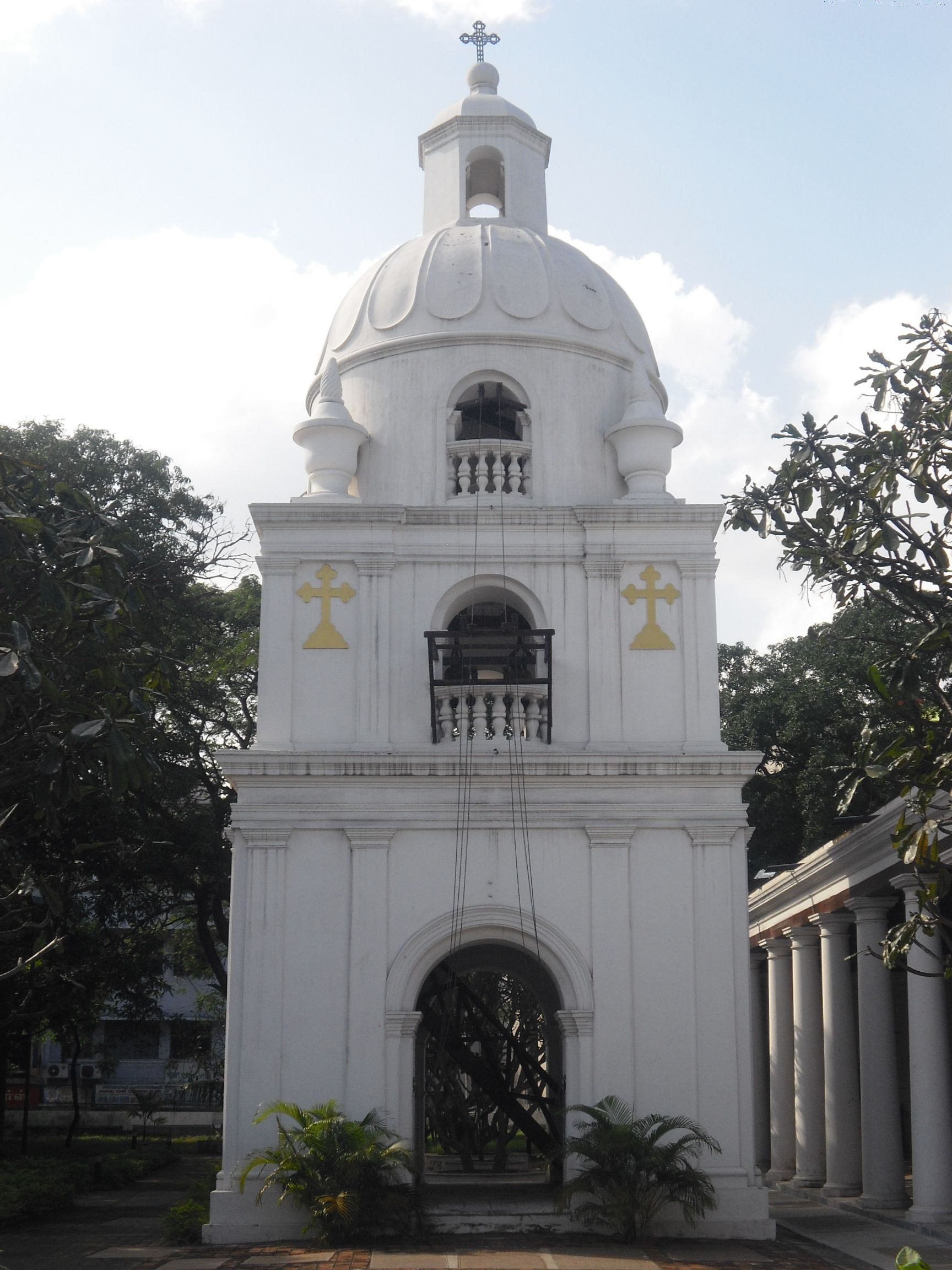

- Открыта для посетителей с 9 до 14:30.
- Финансируется Армянской Апостольской Церковью и поддерживается комитетом Армянский Церкви в Калькутте.
- Вокруг Церкви расположены могилы около 350 армян.
- У Церкви похоронен основатель, издатель и редактор первого в мире армянского журнала «Аздарар», преподобный Арутюн Шмавонян.
- На колокольне, прилегающей к основному строению Церкви, находятся шесть больших колоколов, в которые звонят сторожа каждое воскресенье в 9:30 утра.

### Колокола

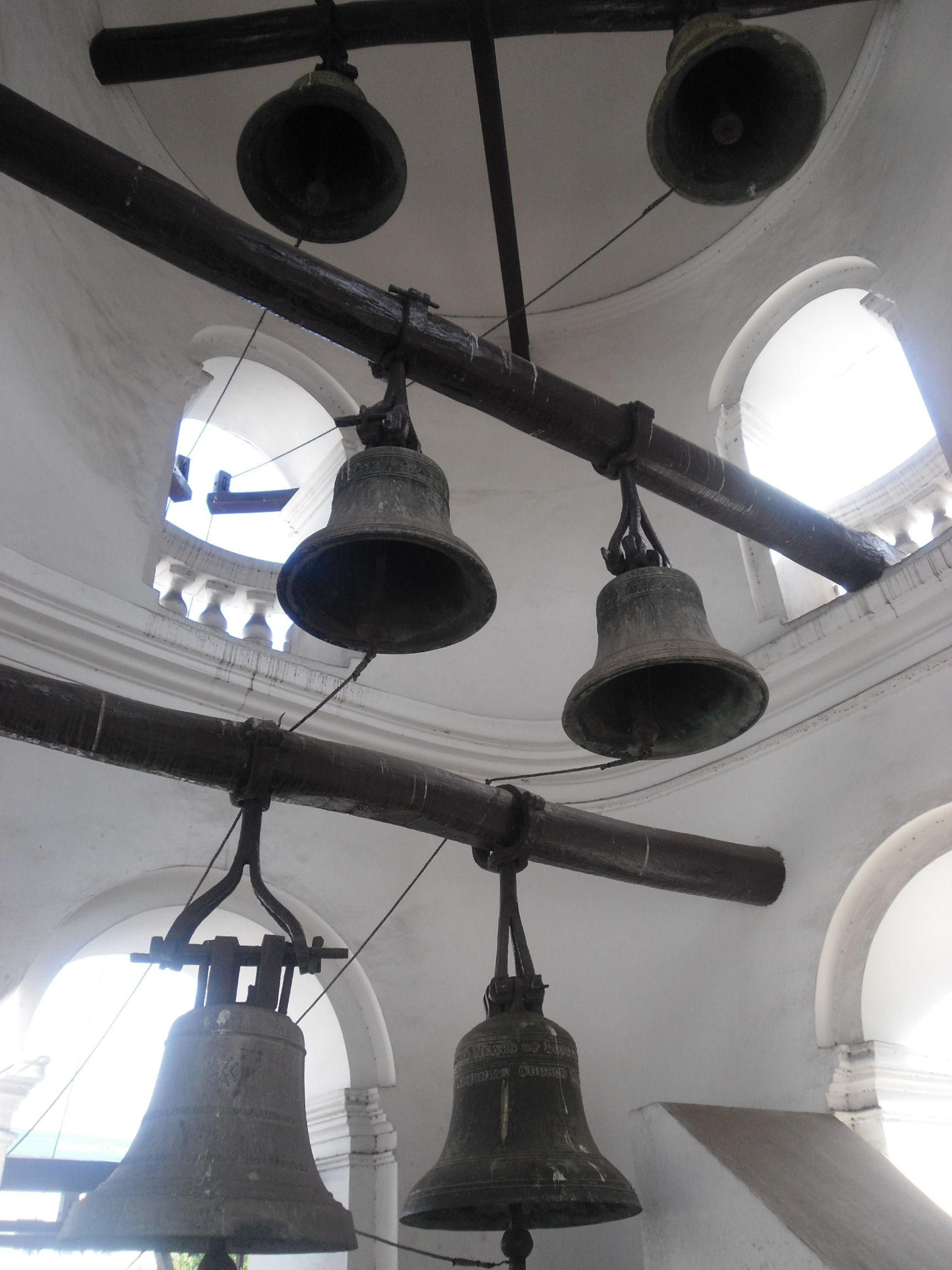

Шесть колоколов, все разного размера, колеблется от 21 до 26 дюймов, а вес около 150 кг каждый, они считаются, наиболее большими и тяжелыми колоколами Ченнаи.
Колокола были отлиты в разное время, как указано ниже:
- Один колокол с армянской надписью от 1754 года. Был переделан в 1808 году и также имеет надпись на Тамильском.
- Надпись на другом колоколе указывает на 1778 год.
- Надписи на ещё двух колоколах указывают, что они были переданы церкви в память о девятнадцатилетии Элиэзера Шомье, похороненого в саду церкви. Элиэзер был младшим сыном ведущего армянского купца города Мадрас (ныне Ченнай), на чьей земле в настоящее время стоит Церковь.
- Остальные два колокола датированы 1837 годом и были отлиты компанией «Whitechapel Bell Foundry», позже известной как «Mears & Stainbank», с надписями «Томас Мирс, основатель. Лондон.».